# Józef Karol Lubomirski
Józef Karol Lubomirski (1638-1702), maréchal de la cour (1692), grand maréchal de la Couronne (1702), staroste de Sandomierz et Zator. Il est propriétaire de Doubno, Wiśnicz, Tarnów et Zesłasław, 5e ordynat d'Ostroh.

## Biographie
Józef Karol Lubomirski est le fils d'Aleksander Michał Lubomirski (1614-1677) et d'Helena Tekla Ossolińska.
Il épouse Teofila Ludwika Zasławska (en), veuve d'Aleksander Janusz Zasławski. Celui-ci étant le dernier représentant mâle de la famille Ostrogski, Teofila a hérité de tous ses biens qui passent à la famille Lubomirski. Józef Karol devient ainsi le 5e ordynat d'Ostroh. La fortune combinée des Zasławski et des Lubomirski devient pour un temps la plus grande fortune de Pologne-Lituanie.

## Mariage et descendance
De son mariage avec Teofila Ludwika Zasławska (en), Józef Karol a quatre enfants:
- Teresa Lubomirska (1685–1712), épouse de Charles III Philippe du Palatinat;
- Aleksander Dominik Lubomirski (1693–1720), staroste de Sandomierz, Zator et Ryki;
- Marianna Lubomirska (1693–1729), épouse de Paweł Karol Sanguszko.
- Jan

## Sources
- (en) Cet article est partiellement ou en totalité issu de l’article de Wikipédia en anglais intitulé « Józef Karol Lubomirski » (voir la liste des auteurs).

- (pl) Cet article est partiellement ou en totalité issu de l’article de Wikipédia en polonais intitulé « Józef Karol Lubomirski » (voir la liste des auteurs).